# Choerades aurifera
Choerades aurifera là một loài ruồi trong họ Asilidae. Choerades aurifera được Ricardo miêu tả năm 1925.